# سيلينا يورغ
سيلينا يورغ (بالألمانية: Selina Jörg)‏ هي متزلجة ألمانية، ولدت في 24 يناير 1988 في زونتهوفن في ألمانيا.

## وصلات خارجية
- سيلينا يورغ على موقع الاتحاد الدولي للتزلج (ركوب لوح الثلج) (الإنجليزية)
- سيلينا يورغ على موقع اللجنة الأولمبية الدولية (الإنجليزية)
- سيلينا يورغ على موقع أوليمبيديا (الإنجليزية)
- سيلينا يورغ على موقع اللجنة الأولمبية الألمانية (الألمانية)